# 斯羅克莫頓 (德克薩斯州)
斯羅克莫頓（英語：Throckmorton）是一個位於美國德克薩斯州斯羅克莫頓縣的城市。根據2010年美國人口普查，該地共人口828人，而該地的面積約為4.30平方千米。同時該地也是斯羅克莫頓縣的縣治。

## 地理
斯羅克莫頓的座標為33°10′53″N 99°10′41″W / 33.18139°N 99.17806°W，而該地的平均海拔高度為1009米（即3310英尺）。